# Kuyerhuislaan

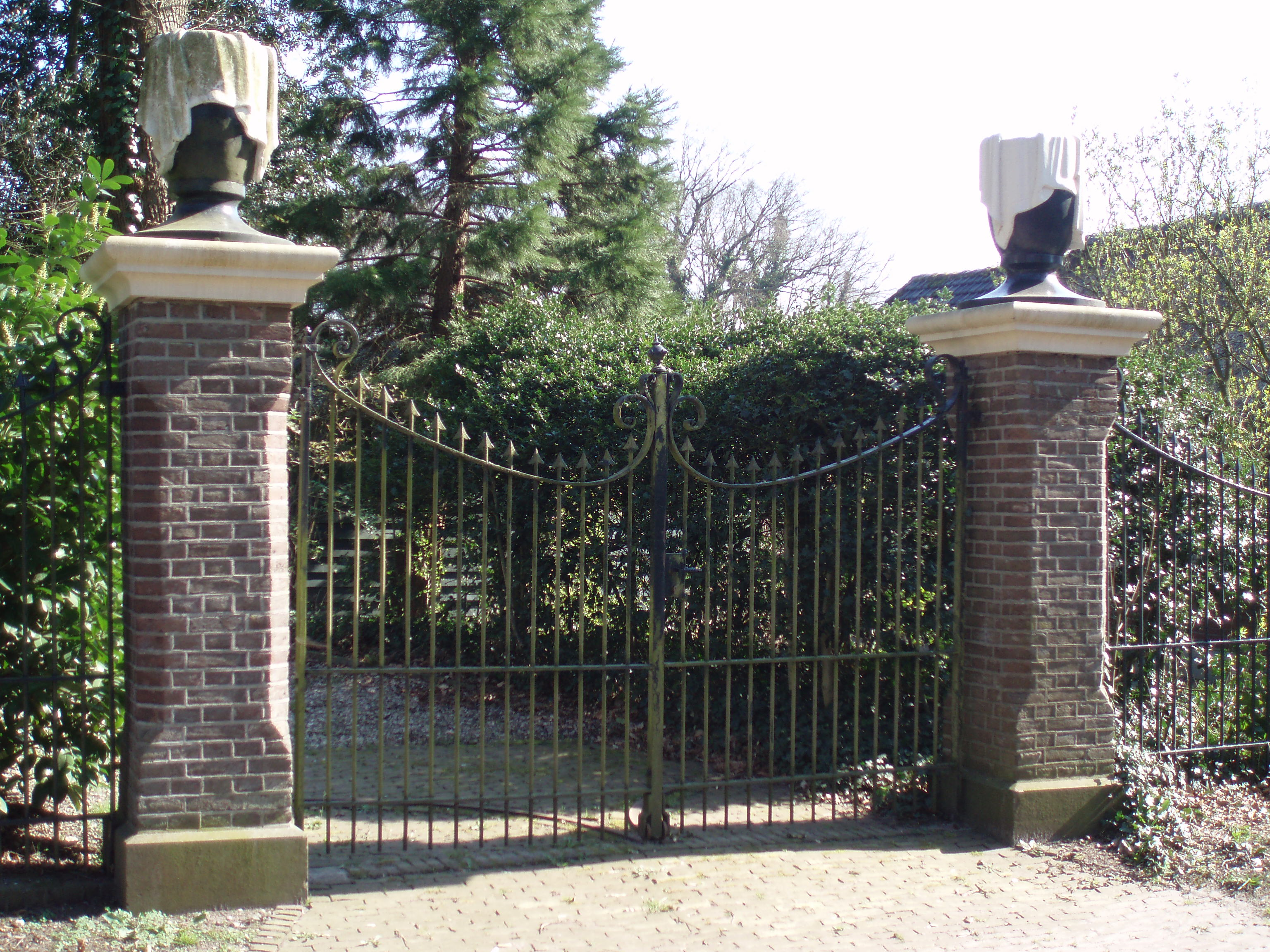
Toegangshek van de Joodse Begraafplaats aan de Kuyerhuislaan

De Kuyerhuislaan is een straat in de buurtschap Herfte, in de gemeente Zwolle.
De straat dankt zijn naam aan het wachthuis dat hier in de middeleeuwen stond. De weg lag in drassig gebied, waardoor er veel onderhoud nodig was. Om deze reden werd er tol geheven. De weg was daarom tot halverwege de twintigste eeuw voorzien van slagbomen. 
De straat heette oorspronkelijk Watersteeg.

## Bezienswaardigheden
- Joodse Begraafplaats Kuyerhuislaan uit 1885
- Huize Landwijk uit de 18de eeuw